# Ex Corde Ecclesiae
Die Apostolische Konstitution Ex Corde Ecclesiae (lat.: Aus dem Herzen der Kirche) wurde am 15. August 1990 von Papst Johannes Paul II. veröffentlicht. Mit dieser Konstitution werden Anordnungen „Über die Katholischen Universitäten“ erteilt, sie trat am 1. Januar 1991, zu Beginn des Akademischen Jahres, in Kraft. Als durchführendes Organ wurde vom Papst die Kongregation für das katholische Bildungswesen benannt, deren Aufgabe darin bestehen solle, notwendige Normen zu erlassen und notwendige Änderungen, die sich im Laufe der Zeit ergeben würden, vorzuschlagen und in dieser Konstitution einzuarbeiten.

## Charakter und Aufgabe
Im ersten Teil, der in Abschnitt A. und B. unterteilt ist, wird vom Papst der Charakter einer Katholischen Universität beschrieben, in seiner Gesamtheit geht er auf Wesen und Ziele einer Katholischen Universität ein, wobei er festlegte, dass jede Katholische Universität eine akademische Gemeinschaft ist, 

„die in strenger und kritischer Methode zum Schutz und zur Förderung der menschlichen Würde und zugleich des Kulturerbes ihren Beitrag leistet durch Forschung und Lehre und durch die verschiedenen Dienste, die sie den örtlichen, nationalen und internationalen Gemeinschaften zu deren Nutzen erbringt. Sie besitzt jene institutionelle Autonomie, die notwendig ist, damit sie ihre Aufgaben wirksam erfüllen kann, und sie gewährleistet ihren Mitgliedern die akademische Freiheit, unter Wahrung der Rechte des Individuums und der Gemeinschaft, innerhalb des Anspruchs der Wahrheit und des Gemeinwohls.“

Johannes Paul II. erläutert die Bedeutung einer Universitätsgemeinschaft und führt aus, dass jede Katholische Universität in einer unabdingbaren Verbindung. (ECE Nr. 21.) zur Katholischen Kirche stehe. Des Weiteren legt er den grundlegenden Dienstauftrag der Katholischen Universitäten fest, er versteht darunter das ständige Suchen nach Wahrheit durch Erforschen, Bewahren und Verbreiten von Wissen zum Wohl der Gesellschaft. (ECE Nr. 30.) Die Katholischen Universitäten leisten, so führt er aus, einen Dienst an Kirche und Gesellschaft, denn sie bilden Männer und Frauen aus, die auch Aufgaben in der Kirche übernehmen könnten. (ECE Nr. 31.)

Zu den verbindenden Elementen zwischen Kirche und Gesellschaft zählen für Johannes Paul II. die Universitätsseelsorge (ECE Nr. 38) und der kulturelle Dialog  (ECE Nr. 43), denn so schreibt er: 

„Im Bewusstsein dessen, dass die menschliche Kultur für Offenbarung und Transzendenz offen ist, ist die Katholische Universität der primäre und spezifische Ort für einen fruchtbaren Dialog zwischen Evangelium und Kultur“

## Allgemeine Normen
Im zweiten Teil legt er zu den vorgehenden Erläuterungen und Charakterisierungen „Allgemeine Normen“ fest, deren Grundlage auf dem Codex Iuris Canonici (CIC) fußen und für alle katholischen Universitäten und katholischen Hochschuleinrichtungen in der ganzen Welt verbindlich gelten würden. Ausdrücklich ordnet der Papst an, dass 

„zur besseren Bewältigung der Probleme der heutigen Gesellschaft und zur Stärkung des katholischen Charakters der Institutionen ist es nötig, in Forschung und Lehre und bei den übrigen Tätigkeiten der Universität die regionale, nationale und internationale Zusammenarbeit aller Katholischen Universitäten, auch der Kirchlichen Universitäten und Fakultäten zu fördern. Diese Kooperation ist, gleichermaßen zu fördern auch zwischen den Katholischen Universitäten und den anderen Universitäten und Forschungs- und Lehreinrichtungen, sowohl den öffentlichen wie den privaten.“